# Straat van Hainan
De Straat van Hainan is de Chinese zeestraat die het Leizhou-schiereiland in Guangdong scheidt van de eilandprovincie Hainan. Het verbindt de Golf van Tonkin in het westen met de Zuid-Chinese Zee in het oosten. De zeestraat is gemiddeld 30 kilometer breed met een maximale waterdiepte van ongeveer 120 meter. De zeestraat is gevoelig voor afsluiting tijdens sterke tyfoonactiviteit. In de zeestraat doet zich het weerverschijnsel Crachin voor. De Straat van Hainan ligt in de mariene ecoregio Golf van Tonkin.